# 及川浩司
及川 浩司（おいかわ こうじ、1959年11月15日 - ）は、北海道出身の元レーシングドライバー。

## プロフィール
1979年室蘭工業大学大学生ラリーでラリーを始める、同年10月JAF地方戦ライダーオータムラリーでデビュー、その後全日本ラリー選手権やJAF地方ラリー選手権で活動、スポットで北海道スピードパーク・KP61ワンメイクレースやザウルスJr.レースにも出場、1994年からはスーパー耐久を中心に参戦、1996年にはカルテックス・インテグラを駆り仙台ハイランド300 Kmレース・富士6時間レース・第15回十勝24時間レースと3戦で2位に入り佐藤久実・三原じゅん子が駆るギャザス・インテグラと最終戦までチャンピオン争いを演じてランキング2位を獲得した。
また自らのチーム「ジップモータースポーツ」を設立しFJ1600やスーパー耐久に若手ドライバーを起用し北海道のレース発展にも努力した。

## 主な戦績

### 1996年
1996年 - スーパー耐久ランキング2位
- '96スーパーN1耐久シリーズ 第1戦 - 27位[3]

3月23日 - 24日、周回数102周、4時間16分33秒948
Aドライバー: 及川 浩司
Bドライバー: 柴田 得光
Cドライバー: 不明
- 仙台ハイランド300 Kmレース（96ハイランドスーパーN1耐久レース） - 19位[4]

4月13日 - 14日、周回数80周、3時間0分16秒343
Aドライバー: 及川 浩司
Bドライバー: 柴田 得光
- 富士6時間・スーパー耐久レース - 総合25位[5]

6月8日 - 9日、周回数183周、6時間1分28秒438
Aドライバー: 及川 浩司
Bドライバー: 柴田 得光
Cドライバー: 高橋 潔
- 十勝24時間レース - 2位[1]

7月27日 - 28日、総合20位、クラス3-2位、周回数506周、所要時間24分1秒46.183
Aドライバー: 及川 浩司
Bドライバー: 柴田 得光
Cドライバー: D.クリシュナン
Dドライバー: 関川 秀樹

### 1994年
- 北海道クラブマンカップレースシリーズ第4戦 - 9台中5位[6]

10月16日、19分5秒819

### 1993年
- 十勝グループAツーリングカー サポートレース - 優勝[7]

9月18日 - 19日、22分7秒181

### 1987年
- HSP2&4フェステバル - 5位[8]

5月31日、13分40秒

### 1986年
- 1986HSP選手権 プラムカップレースシリーズ
  - 第1戦 - 4位[9]
6月15日、記録なし
  - 第2戦 - 6位[10]
7月13日、18分48秒